# Tu bisvát

## A tu bisvát időpontja
A zsidó naptár szerint:
- svát 15.

A Gergely-naptár szerint:
- 5780: 2020. február 9–10.
- 5781: 2021. január 27–28.
- 5782: 2022. január 16–17.
- 5783: 2023. február 5–6.
- 5784: 2024. január 24–25.

Az elsőként megadott nap napnyugtától a másodikként megadott nap napnyugtáig tart.
Tu bisvát – svát hónap 15-e (héberül ט״ו בִּשְׁבָט ṭw bišvāṭ) a fák újéve.

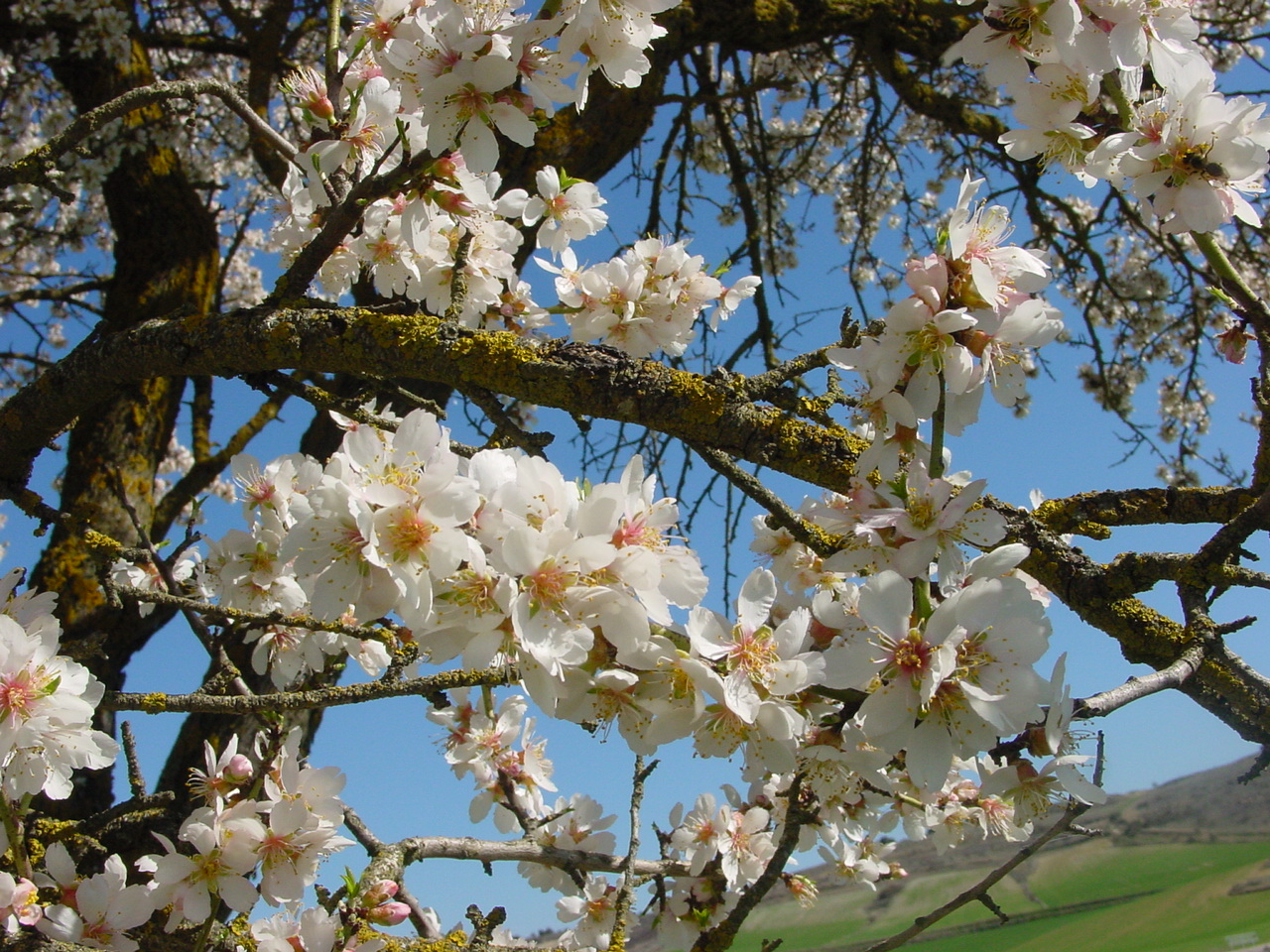
A fák újéve virágzó fákkal

A természet szeretete már Mózes korában is fontos volt a zsidó nép számára, a gyümölcsfák védelme pedig különösképpen. Ezt igazolja az, hogy a gyümölcsöt termő fákat még háború idején sem volt szabad kivágni. Ennek egyik megnyilvánulása ez az ünnep is.

## A zsidó újévek
A zsidó naptár szerint négy újév van: niszán hónap elseje a királyok és ünnepek újéve (a Tóra ezzel kezdi számolni a hónapokat, az alul található ünneplista szintén), elul elseje a tizedek újéve, tisri elseje rós hásáná, a zsinagógai újév, a teremtés ünnepe, a naptári év kezdete, és svát hónap tizenötödike a fák újéve.
A fák újéve a Hillél-féle iskola szerint svát 15-én, Samáj szerint 1-jén van. A két mester több kérdésben is mást tartott megfelelőnek, a különféle tanítások közötti különbség okán született meg a zsidó vallásos irodalom legismertebb és legnagyobb gyűjteménye, a Talmud.

## A fák újéve
Az ókori Izrael törvényei a mezőgazdasági szolgáltatások miatt írták elő a fák újévének megtartását, a törvények a mai zsidóságra is érvényesek, az ünnepet napjainkban is megtartják. Így minden fának ez a születésnapja. Izraelben a fák termését nem szabad megenni az első három évben, a negyedik évi termést pedig fel kell vinni Jeruzsálembe, hogy elárasszák vele az utcákat.
Izraelben svát hónap tizenötödikén ültetik a fiatal csemetéket. Ilyenkor ott az iskolások is fát ültetnek, Izraelen kívül az éghajlattól függően másképpen ünnepelnek, Magyarországon gyümölcsökkel és a természetvédelemmel való foglalkozással ünneplik meg a fák újévét.

## Tu bisváti széder
Ezen a napon fiatalok és gyerekek számára rendezett műsoros összejövetelt is szoktak tartani. Az alkalom során fán termő gyümölcsöket és aszalt gyümölcsöket fogyasztanak, lehetőleg olyat, amely Izraelben is honos. Ezt az alkalmat nem köti annyi előírás, mint a pészah estéjét, elnevezése is csak a közös étkezésre utal, nem a széderi szertartás bonyolultságára.
Kabbalista tradíció, hogy gyümölcsöket és olajos magvakat együnk tu bisvátkor. A füge, a datolya, a mazsola, a majomkenyérfa gyümölcse és a mandula kimondottan népszerűek ilyenkor. Sok vallásos zsidó ilyenkor az asztalra teszi a hét "alapétket", amiket a Tórában Izrael földjével azonosítanak, amik a Deuteronómium (8:8) szerint a búza, árpa, szőlő, füge, gránátalma, olívabogyó és a datolya.
A kabbalizmus szerint a különböző fajta gyümölcsöknek különböző spirituális jelentőségük, függetlenül attól, hogy szárítottak vagy frissek az alábbi sorrendben kell enni őket: 
1. Gyümölcsök és magvak, amiknek külső héjuk kemény és/vagy nem ehető, viszont belsejük puha és finom képviselik a legmagasabb szintet. Pl.: narancs, banán, dió, mogyoró, pisztácia. (Ide tartoznak természetesen azon citrusfajták is, amiknek egészük ehető pl. etrog)
2. Gyümölcsök és magvak, amik kívül puhák és ehetőek, belső részük viszont kemény, mint a datolya, sárgabarack, olajbogyó, afarszimon (khaki szilva) tartoznak a második szinthez.
3. A harmadik szint pedig azon gyümölcsöké, amiket teljes egészében elfogyasztunk, például a füge, málna, ribizli és hasonló gyümölcsök.
A kabbalista tradíció azt tanítja, hogy ha a gyümölcsöket ebben a sorrendben esszük, akkor kapcsolatba kerülünk az Élet fájával, amit Isten ültetett az Édenkertbe, ahová Ádámot és Évát is teremtette. A sorrend fontos jelentése, hogy eljutunk a külső valóságtól a különböző szinteken át a végső, legbelső negyedik dimenzióig, amit ebben az esetben a gyümölcsök illata képvisel.

## Sábát sírá
Az ünnepet megelőző szombatot a dal szombatja (שַׁבַּת שִׁירָה šăbbăt šîrâ) névvel is illetik. Ezen a napon felolvassák énekelve Mózes diadalénekét és Debóra énekét. Mindkét ének a győzelemről szól. Európában a szombat bejövetele előtt élelmet helyeznek ki az itt telelő madarak részére.

## Az ünnep elnevezése
- Az első tag nem igazi szó, hanem egy szám: a ט tet számértéke 9, a ו vávé 6, a kettő összege 15, ennek a rövidítése és mozaikszóként való kimondása a ט״ו tu (a ״ a rövidítést jelzi)
- Az ünnep nevéből a második tag svát hónapra utal, a -בִּ bi- azt jelenti, hogy ban-, ben-.

## Lásd még
- Judaisztikai szakirodalmi művek listája

## Külső hivatkozások
- zsido.hu – Tu bisvát Archiválva 2005. november 1-i dátummal a Wayback Machine-ben
- zsido.hu – Zsidó újévek Archiválva 2005. október 26-i dátummal a Wayback Machine-ben